# Podział administracyjny Tuvalu

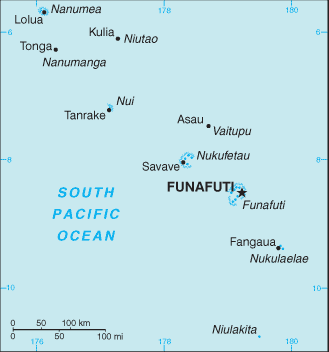
Tuvalu

Tuvalu podzielone jest na 9 dystryktów:
- Dystrykty będące atolami:
  - Funafuti
  - Nanumea
  - Nui
  - Nukufetau
  - Nukulaelae
  - Vaitupu
- Dystrykty będące pojedynczymi wyspami:
  - Nanumaga
  - Niulakita
  - Niutao